# Amt Zarrentin
Amt Zarrentin – niemiecki związek gmin leżący w kraju związkowym Meklemburgia-Pomorze Przednie, w powiecie Ludwigslust-Parchim. Siedziba związku znajduje się w mieście Zarrentin am Schaalsee.
W skład związku wchodzi pięć gmin:
1. Gallin
2. Kogel
3. Lüttow-Valluhn
4. Vellahn
5. Zarrentin am Schaalsee